# Gauche divine
La Gauche Divine («izquierda divina» en francés) fue un movimiento de intelectuales, profesionales y artistas de izquierda que surgió en Barcelona durante los años sesenta y comienzos de los setenta, mezclados con miembros de la burguesía catalana y que se encontraban en la discoteca "Bocaccio" de Barcelona, en un ambiente liberal y de modernidad, como en los alrededores de la Calle Tuset, denominada entonces "Tuset Street". De su aureola artística surgió la revista Bocaccio, el sello discográfico Bocaccio Records o la productora Bocaccio Films. Algunos de sus miembros estuvieron ligados al movimiento cinematográfico denominado Escuela de Barcelona. El escritor y periodista Joan de Sagarra fue quien bautizó al grupo con el nombre de Gauche Divine en las páginas del periódico Tele/eXprés en octubre de 1969 a raíz de la fiesta de presentación de Tusquets Editores en la sala Gran Price.
Entre sus integrantes se encontraban escritores y poetas como Félix de Azúa, José María Carandell, Ana María Moix, Terenci Moix, Jaime Gil de Biedma, José Agustín Goytisolo y Rosa Regàs, arquitectos y diseñadores como Federico Correa, Óscar Tusquets, Xavier Corberó, Ricardo Bofill, Oriol Bohigas y Elsa Peretti, cantantes como Guillermina Motta, Raimon y Serrat, fotógrafos como Colita o Xavier Miserachs y Oriol Maspons modelos como Teresa Gimpera, Pilita Marín, madre del excantante Pedro Marín, Montse Riba o Isabel Gil Moreno de Mora, conocida como «Belle Bel» o «La niña Isabel» y considerada musa del grupo; editores como Jorge Herralde, Esther Tusquets o Beatriz de Moura, gente del mundo del cine como Gonzalo Herralde e integrantes de la Escuela de Barcelona como Gonzalo Suárez, Román Gubern y Vicente Aranda y otros como El Perich, Oriol Regàs, Eugenio Trías o Serena Vergano. Diseñadores de moda como Andrés Andreu y José María Tresserra. En 2020, una exposición en el Palacio Robert de Barcelona: "Bocaccio, temple de la gauche divine" y un libro de Toni Vall: "Bocaccio, on passava tot" (Editorial Columna en catalán, Destino en castellano) recordaron el centro neurálgico de la ‘gauche divine’ en la Barcelona de los sesenta.